# Der Watschenmann

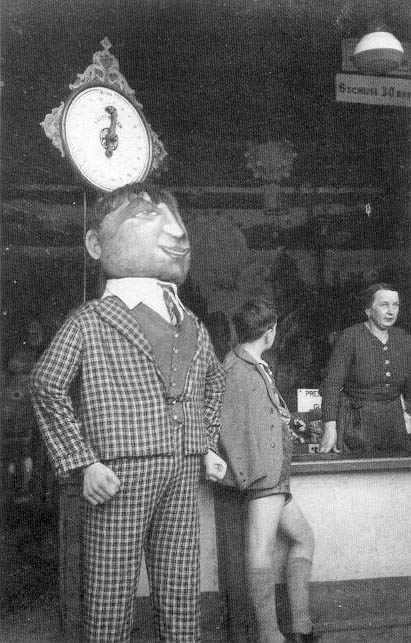
Eine Watschenmannfigur im Prater (1935)

Der Watschenmann war eine satirische Hörfunksendung im Österreichischen Rundfunk, die sowohl die Politik als auch die Gesellschaft aufs Korn nahm. Sie wurde wöchentlich, jeweils am Sonntagvormittag, ausgestrahlt. Der Name ist nach dem Watschenmann im Wiener Prater gewählt.

## Gestaltung
Der Jingle wird zur Melodie von Heissa lustig, ohne Sorgen aus Raimunds Verschwender gesungen: „Jeden Ärger zu verdrängen kann nur zu Komplexen führn / und drum ist es äußerst wichtig sich schnell abzureagiern.“  Am Schluss ertönt nach einer Pause das typische Schlaggeräusch. Die knapp halbstündigen Sendungen enthalten 15 bis 20 Szenen, die meist ebenfalls mit einer Ohrfeige abgeschlossen werden. Beispiele sind die Briefe des „Poldi Huber“ an den lieben Franzi in Urfahr, Gespräche zwischen zwei Teiferln (Teufelchen) und die Erlebnisse eines Kalifen, der inkognito durch Bagdad spaziert, womit natürlich Wien gemeint ist.

## Geschichte
Der Watschenmann wurde während der Besatzungszeit Anfang der 1950er Jahre beim US-amerikanischen Wiener Sender Rot-Weiß-Rot entwickelt und sehr bald populär. Nach dem Staatsvertrag im Jahr 1955 wurde die Sendung noch einige Male vom Österreichischen Rundfunk ausgestrahlt, aber schließlich trotz heftiger Proteste mit 1. Jänner 1956 eingestellt. Der Neue Kurier, Vorgänger der heutigen Wiener Tageszeitung Kurier, sammelte zur Weiterführung innerhalb von zwei Wochen 130.000 Unterschriften. Der staatliche Rundfunk wurde damals allerdings als Instrument der schwarz-roten Koalitionsregierung betrachtet, die für kabarettistische Kritik nichts übrig hatte. 
Die zweite Serie konnte erst nach dem Rundfunkvolksbegehren, ab 1967 unter Gerd Bacher produziert werden und war Zeichen für die neue Unabhängigkeit des ORF. Um Erfolg und Beliebtheit der Sendung zu verstehen, muss man die Zeit dazu betrachten, in der Aufdeckungsjournalismus und politische Kritik entweder unter den Besatzungsmächten verboten oder unter der damaligen großen Koalition nicht erwünscht war. Für die Konzeption während der gesamten Sendezeit von 1950 bis 1955 und von 1967 bis 1974 war Jörg Mauthe verantwortlich. Die Texte wurden von Walter Davy, Jörg Mauthe, Fritz Mauthe, Peter Weiser und Wolf Neuber geschrieben. Nachfolgesendung war vorerst Aufguss bitte und die von 1978 bis 2009 auf Ö1 ausgestrahlte Sendung Der Guglhupf.